# フランシス・コクラン
フランシス・コクラン（Francis Coquelin, 1991年5月13日 - ）は、フランスマイエンヌ県ラヴァル出身のサッカー選手。FCナント所属。ポジションはミッドフィールダー。
フランス生まれだが、西インド諸島のマルティニークにルーツがある。（ただしマルティニークもフランス領）

## 経歴
2008年夏、アーセナルFCに加入。9月23日に行われたカーリングカップ、シェフィールド・ユナイテッドFC戦でトップチームデビューを果たした。2010-2011シーズンはFCロリアンに2013-14シーズンはSCフライブルクにレンタル移籍した。2014年11月3日、12月1日までの短期レンタルでチャンピオンシップのチャールトン・アスレティックFCに加入した。同月28にはレンタル期間を12月30日まで延長した。12月12日、中盤の選手に故障者が続出していたアーセナルに呼び戻された。復帰翌日、プレミアリーグのニューカッスル・ユナイテッドFC戦においてアレクシス・サンチェスに代わってピッチに立った。
2018年1月11日、バレンシアCFと4年半の契約を結び、契約解除金は8000万ユーロに設定された。
2020年8月12日、ビジャレアルCFと4年契約を締結したことが発表された。
2025年1月31日、FCナントに加入した。

## 代表歴
フランス代表として各年代の代表でプレーし、2010年にUEFA U-19欧州選手権に出場し優勝に貢献した。

## タイトル

### クラブ
アーセナルFC U-18
- プレミアアカデミーリーグ 2008-09
- FAユースカップ 2008-09

アーセナルFC
- FAカップ 2014-15, 2016-17
- FAコミュニティ・シールド 2014, 2015, 2017

バレンシアCF
- コパ・デル・レイ 2018-19

ビジャレアル
- UEFAヨーロッパリーグ：1回（2020-21）

### 代表
U-19フランス代表
UEFA U-19欧州選手権 2010